# Borys Honczarow
Borys Antonowycz Honczarow, ukr. Борис Антонович Гончаров, ros. Борис Антонович Гончаров, Boris Antonowicz Gonczarow (ur. 10 grudnia 1929, Ukraińska SRR, zm. 24 grudnia 2002 we Lwowie, Ukraina) – ukraiński trener piłkarski.

## Kariera trenerska
W 1963 pomagał trenować Karpaty Lwów. Potem pracował w Szkole Sportowej Karpaty Lwów. W 1980 pracował na stanowisku dyrektora technicznego lwowskich Karpat. A w 1981 pracował w sztabie szkoleniowym Podilla Chmielnicki, a po dymisji Wołodymyra Kozerenki, od czerwca 1981 do połowy 1982 roku prowadził Podilla. Przez pewien czas był przewodniczącym Lwowskiego Obwodowego Związku Piłki Nożnej.